# AITV
L’Agence Internationale d’Images de Télévision (AITV) est une agence de production d'images télévisées française spécialisée sur l'actualité africaine et le Proche-Orient. C'est une rédaction de Réseau Outre-Mer 1ère active de 1985 à 2014.

## Histoire
L’AITV est créée en 1985 afin de poursuivre l'action internationale en matière de télévision. L'agence est confiée à RFO (Radio-Télévision française d'Outre-mer) dans le cadre des programmes de coopération franco-africains. L'AITV est l'héritière de l'OCORA, Inter TV et FR3 DOM-TOM qui successivement depuis les années 1960 aide et valorise la télévision africaine dans son développement. L'agence se donne pour mission de suivre l'actualité africaine au quotidien en s'appuyant sur un réseau de correspondants implantés dans une vingtaine de grandes capitales africaines et sur une rédaction parisienne de 28 journalistes francophones et anglophones. Une rédaction hispanophone existait durant les premières années avant d'être fermée, elle envoyait des reportages en Amérique latine pour une centaine de télévision. Les reportages produits par l'AITV sont fournis, via CFI depuis 1989, aux télévisions africaines pour alimenter leurs journaux d'information. Avant 1989 et la création de CFI, l'AITV envoie ses monitorings par cassettes puis par les satellites de RFO.
Par les actes du sommet de la francophonie de Versailles, le projet de création d'une agence francophone d'images est mise en place autour de l'AITV déjà existante. RFO va créer le CEMAF, centre d'échanges multilatéraux d'actualités francophone, afin de lancer cette mission. Cette agence francophone ne verra finalement pas le jour. 
Avec plus de 20 000 heures d'images de reportages et de magazines, l'AITV possède une base de données exceptionnelle sur l'histoire contemporaine africaine. L'agence dispose ainsi d'une partie de la mémoire télévisuelle des pays africains, dont les télévisions n'ont souvent pas les moyens de stocker les archives. 
En septembre 2013, avançant des motifs financiers, France Télévisions annonce vouloir fermer la rédaction. L'AFP est annoncée comme possible repreneur de cette activité. L'AITV ferme le 7 décembre 2014.

## Activité
Véritable spécialiste du continent africain, l'agence propose chaque jour un «Journal de l'Afrique» de 12 minutes composé de reportages sur l'actualité africaine (politique, économie, société, culture..) en français et en anglais diffusé chaque soir à 18h45 sur France Ô. Ces 5 ou 6 reportages sont aussi destinés, via Canal France International, aux journaux télévisés de 20h des télévisions nationales africaines. Ils sont également repris par certaines stations du Réseau Outre-Mer 1ère et alimentent pour une grande partie le Journal Afrique de TV5 Monde. L'AITV fabrique également un hebdomadaire de 26 minutes intitulé «Afrique Hebdo» qui revient sur l'essentiel de l'actualité de la semaine, diffusé par les télévisions nationales africaines francophones et sur France Ô. Elle s'intéresse également à l’activité culturelle (musique, danse, théâtre, exposition…) qui s’exporte de plus en plus vers l’Europe.
Chaque jour l’AITV réalise aussi un module d’actualité internationale à destination des télévisions africaines qui n’ont pas accès à ces images. À côté des grands sujets internationaux, elle donne une priorité à l’actualité du Proche et du Moyen-Orient très suivie sur le continent africain. C’est une rédaction arabophone qui fabrique ces sujets à partir des agences d’images auxquelles l'AITV est abonnée (Reuters, EVN…). Ces sujets sont également diffusés par CFI vers les télévisions des pays du Proche et du Moyen-Orient qui ont un journal télévisé en français (Jordanie, Égypte, Liban…).
Au total, toutes éditions confondues (Afrique et International), l'AITV produit 3 500 sujets par an en anglais et en français.

## Moyens
Les images sont principalement issues des reportages des correspondants africains. À côté des journalistes des télévisions nationales africaines, l’AITV développe un réseau de correspondants privés. Les journalistes de la rédaction parisienne réalisent également des reportages décidés en fonction de l’actualité et de la réalité du terrain (élections, conflits, partenariat avec des ONG ou l’ONU, festivals, grandes rencontres sportives …). La rédaction parisienne couvre les grandes rencontres internationales où l’Afrique est présente. Elle suit en particulier les relations France–Afrique et tout ce qui touche au développement du continent.
Mais l'AITV c'est également une vidéothèque d'une richesse exceptionnelle.
Avec 3500 heures d’images d’actualité contemporaine des vingt dernières années, 16 500 heures de reportages (sujets ou rushes des missions effectuées par les journalistes sur le continent), la base de données documentaire de l’AITV représente aussi une partie de la mémoire de l’Afrique qui généralement n’a pas les moyens de stocker des archives.
C’est aussi une collection de magazines de 7, 13 ou 26 minutes qui abordent aussi bien le sport africain (« Sport Africa »), la culture (« Obsidienne »), les enjeux de société (« regards africains ») ou la vie politique du continent (« Côte d’Ivoire – le modèle ébranlé » 26 min / « France-Rwanda le passé décrypté » 26 min….)

## Diffusion
Diffusée par le biais du réseau Outre-Mer 1ère, de CFI et de TV5 Monde, l'AITV dessert ainsi une soixantaine de télévisions d'Afrique, du Proche-Orient et d'Europe.